# Krasiński Hrabia
Krasiński Hrabia (Krasiński Hrabia I) – polski herb hrabiowski przypisany do nadania tytułu hrabiowskiego Krasińskim herbu Ślepowron, którego dyplom z wizerunkiem został wydany 8 sierpnia 1856. Odmiana herbu Ślepowron, herb własny rodu Krasińskich.

## Opis herbu
Opis stworzony zgodnie z klasycznymi zasadami blazonowania:
Na tarczy w polu błękitnym na barku podkowy srebrnej krzyż kawalerski złoty, na którym kruk czarny z pierścieniem złotym, o oczku czerwonym, w dziobie.
Nad tarczą korona hrabiowska, nad którą hełm z koroną.
W klejnocie kruk jak w tarczy.
Labry herbowe błękitne, podbite srebrem.

## Historia

### Nadanie z 1778
Pierwszy tytuł hrabiowski Krasińskich został nadany 5 czerwca 1798 roku w Królestwie Prus przez króla Fryderyka Wilhelma III. Zaszczyt przypadł II „młodszej” gałęzi rodu (I linii, tzw. obozińskiej), w osobie Kazimierza Krasińskiego, wizerunek herbu przypisanego do tytułu nie jest znany, ponieważ dyplom z tego nadania nie został wydany. Mimo to, Kazimierz umieścił na fasadzie świeżo ufundowanego przez siebie kościoła w Krasnosielcu, kartusz herbowy, w którym pod koroną hrabiowską wyeksponował herb Ślepowron (należący do jego rodu) oraz herb Topór (jego małżonki, Anny z Ossolińskich). Sam tytuł hrabiowski, nadany przez króla Prus, stał się tytułem dziedzicznym rodziny Kazimierza Krasińskiego. Jego syn, Józef Krasiński, został uznany hrabią w 1820 roku przez Heroldię Królestwa Polskiego.

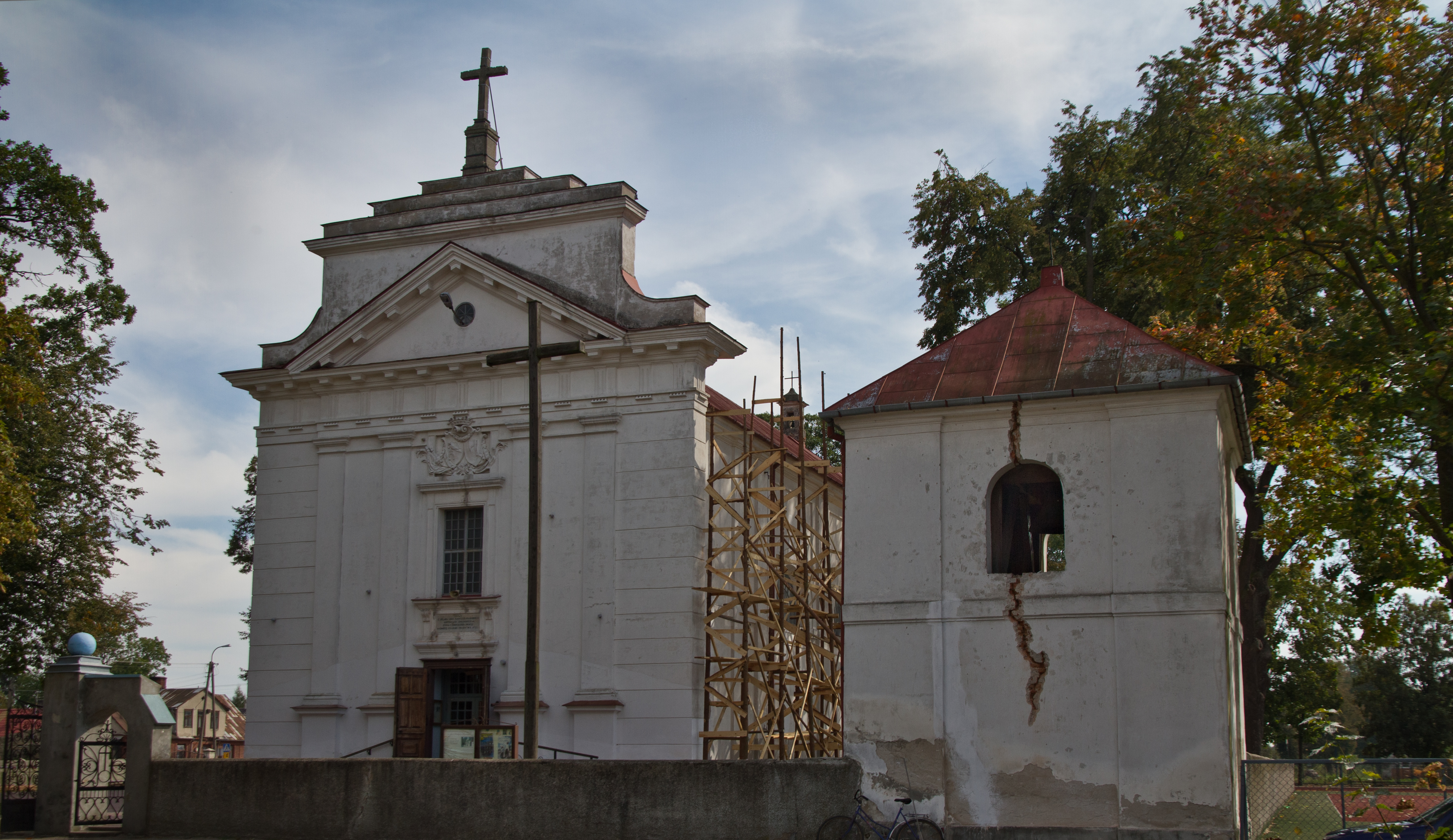
Elewacja frontowa kościoła w Krasnosielcu z widocznym kartuszem herbowym Kazimierza Krasińskiego

### Nadanie z 1856
29 czerwca 1856 r. tytuł hrabiowski potwierdzono w Królestwie Galicji przedstawicielom I „starszej” gałęzi rodu – Augustowi i Piotrowi Krasińskim. Dyplom z herbem hrabiowskim wystawiono 8 sierpnia 1856 roku. Podstawą tego potwierdzenia było „dawne” (z perspektywy czasów ówczesnych) szlachectwo polskie, a także rzekome posługiwanie się tytułem hrabiowskim, co najmniej od 1796 roku, przez ojca Augusta – Józefa. Choć rzeczywiście Józef określany był mianem hrabiego w dokumencie cesarskim, potwierdzającym posiadanie dóbr Rohatyn, to bez wątpienia nie posiadał tego tytułu. Potwierdzenie tytułu hrabiowskiego, sporządzonego na podstawie nieistniejącego wcześniej tytułu hrabiowskiego z prawnej strony czyni go nadaniem.
Tytuł został również potwierdzony synowi Augusta, Ludwikowi, w dniu 2 października 1888 roku. Linia ostatecznie całkowicie wymarła 21 kwietnia 1895 roku.

## Pozostałe informacje
Polski historyk, Juliusz Ostrowski, twierdzi, że herb Krasiński Hrabia z tytułem hrabiowskim otrzymał jeszcze inny przedstawiciel młodszej gałęzi Krasińskich (II linia, z niej gałązka. tzw. ukraińska), Hubert Krasiński w dniu 18 września 1822 w Cesarstwie Austriackim, myli się w tym jednak, ponieważ tytuł ten otrzymał 18 września 1882 roku, na co dyplom został wydany 27 czerwca 1883 roku w Wiedniu, z zupełnie innym herbem – Krasiński II.

## Herbowni
Jedna rodzina herbownych:
graf von Krasiński.